# Priest (manhwa)
Pour les articles homonymes, voir Priest.
Priest (en coréen : 프리스트) est un manhwa (bande-dessinée coréenne) de Hyung Min-woo. Il est tout d'abord prépublié dans le magazine Comic Champ en 1998 puis publié par Daiwon C.I.. La série est toujours en cours de parution, mais l'auteur, pris par une autre œuvre, s'est pour l'instant arrêté au tome seize.
Il est publié en anglais chez Tokyopop, en français aux Éditions Tokebi.
Ce manhwa qui met en scène le personnage de Ivan Isaak, raconte l'histoire de cet homme ayant vendu la moitié de son âme au Diable Vessiel et qui, par ce choix, doit le servir.
Les décors et les costumes, dans un style western, témoignent de l'époque et du contexte dans lesquels se déroule l'intrigue. En plus de dessins soignés, l'œuvre se dote d'un scénario complexe abordant des thèmes tels que le Christianisme - mais remet également en question la foi -  et porte une réflexion sur le sens même de l'existence.
Il a reçu en 2002 le prix « Nos manhwas d'aujourd'hui ».

## Histoire
Dans les premiers tomes, on découvre un Ivan Isaak vengeur et assoiffé de sang. Pourtant, le prêtre diabolique n'a pas toujours été ainsi. Quelques tomes et quelques pages plus loin, Ivan nous conte son parcours, depuis le commencement (« Voici le récit de mon cauchemar »).
Il part de son enfance et de sa relation ambiguë avec Zena. Ivan a été recueilli par le père de Zena tout petit et de fait, il est devenu le beau-frère de cette dernière. Son choix de s'orienter vers l’Église lui interdira d'aller plus loin dans leur relation. Or, il semble que des sentiments réciproques existent et persistent entre les deux personnages.
Comme l'explique Ivan, tout bascule le jour où son chemin croise celui du Frère Raul. Cet homme mystérieux, qui semble débarquer de nulle part, propose une mission à Ivan : aider leur organisation, les Bethines, à découvrir quel secret est enfermé dans le fameux Domes Forata (un grand édifice de pierre scellé). Au prix de sa relation avec Zena (dont une évolution était encore possible : «... Si seulement ce jour j’avais choisi son amour »), Ivan accepte de tout quitter pour assouvir sa soif de connaissance. En effet, en plus du serment fait à l’Église, le père Ivan Isaak est également chercheur en langues anciennes. Il s’intéresse de très près à l’histoire de l’hérésie et à la sorcellerie du royaume de Bellachia (ce qui lui vaudra d’ailleurs quelques démêlés avec le Vatican).
Dans le tome 5, Ivan conte la légende étrange de Témosare et plus particulièrement de sa réincarnation dans le corps du Duc de Guillon, autrefois un chevalier au service de Dieu. Tout l’intérêt tourne alors autour de Témosare, cet ange déchu par Dieu qui lui a préféré et à ses compagnons les anges, ses nouvelles créatures : les humains. Depuis, Témosare n’a qu’un objectif : mettre la foi des hommes à l’épreuve, pour montrer à Dieu qu’eux aussi sont faillibles. Cherchant à se réincarner à tout prix pour augmenter son pouvoir, il corrompt et pervertit même le plus pieux des hommes.
Après avoir pris possession de l’âme et du corps du Duc de Guillon généreusement offerts (cela n’a pas été bien difficile), Témosare cherche une première victime à mettre à l’épreuve : elle se nomme Vessiel Vagar, aussi surnommé l’ange de la condamnation. Vessiel est un homme d’église sombre et cruel ayant pour mission de débarrasser des terres saintes les âmes hérétiques. Il organise alors des bûchers sanglants et des séances de torture à la pelle. Redouté par tous les hérétiques, Vessiel est convaincu que sa foi est infaillible. En utilisant l’objet d’attention et d’affection de Vessiel, un petit garçon nommé Matteo (Vessiel était encore capable d’affection ?!), Témosare parvient là encore sans difficultés à corrompre l’homme pieux, à briser l’incassable.
En niant Dieu devant Témosare réincarné, Vessiel se reconnaît d’emblée et malgré lui son serviteur : il devient son premier disciple et aura pour mission de répandre le sang et les ténèbres dans le monde des hommes. Contraint d’accepter, Vessiel refuse cependant de se soumettre totalement : il promet à Témosare d’accomplir la mission qui lui a été confiée, mais aussi de combattre à l’avenir celui qui est devenu son maître. Contre Dieu, les hommes et Témosare lui-même, Vessiel devient le démon Bélial : un monstre pervers, rempli de haine et de colère. Pour permettre cette transformation démoniaque, Vessiel construit le Domes Forata à l’aide de plans ancestraux. Il enferme à l’intérieur des pierres le corps réincarné de Témosare et par ce biais le pouvoir de ce dernier. Puis, lors d’une séance de sorcellerie, il s’arrache le cœur et devient immortel. Désormais plus qu’une âme errante, une image impalpable, presque un mirage, Vessiel enferme ce qu’il reste de lui dans le Domes Forata, avec son maître.
800 ans plus tard, Ivan, Raul et ses compagnons se retrouvent face à l’édifice, conservé dans une étrange abbaye. Le seul moyen d’ouvrir le Domes est de déchiffrer et de lire à voix haute les inscriptions anciennes gravées dessus (autrefois par Vessiel). Seul Ivan en est potentiellement apte. Grâce à des semaines de recherche, il découvre la vérité sur le contenu du Domes et sur la manière de l’ouvrir. Le doute au sujet du Frère Raul est de plus en plus palpable : que recherche-t-il ? Quels sont ses objectifs ? S’agit-il vraiment d’une mission confiée par le Vatican ou plutôt d’une affaire personnelle ?
Lorsque Ivan découvre la vérité, il est déjà trop tard : le malheureux s’est condamné tout seul. Enchaîné à son destin, il assiste impuissant au spectacle de la mort de Zena (Raul ayant réussi à la faire venir jusqu’ici). Les yeux bandés et les membres ligotés, la belle ne verra rien de sa mort tandis qu’Ivan connaîtra une douleur infinie. Libéré, Ivan prend à son tour Dieu pour coupable : il ne lui est pas venu en aide alors qu’il l’a imploré.
Ivan renie Dieu en même temps qu’il ouvre le Domes Forata et qu’il en découvre le contenu : l’âme errante de Vessiel et le corps pourrissant de Témosare. L’ouverture du Domes signe la résurrection de Témosare et la mort d’Ivan.
Le démon s’extirpe du Domes, a raison de Raul et de ses compères, et tente de s’emparer du corps fraîchement mort d’Ivan, transpercé de part en part. Vessiel l’en empêche en diminuant son pouvoir. D’emblée, les onze autres disciples de Témosare (choisis par Vessiel il y a longtemps !) tentent de lui faire barrage pour venir en aide à leur maître. Le plus puissant d’entre eux, Jamad, réussit à repousser Vessiel.
Dans sa déchéance, il reste assez de pouvoir à Bélial pour prendre possession d’Ivan : en augmentant progressivement la colère de ce dernier, il parvient à lui faire renoncer à l’amour caché qu’il portait à Zena. La gloire de Vessiel consacre Ivan « messager de la condamnation » et permet au démon de passer un pacte avec le prêtre déchu : si Ivan lui offre son âme, Vessiel lui promet un parcours infini de haine et de vengeance contre celui qui les a corrompu : Témosare, ainsi que ses sbires. Mais tout comme Vessiel autrefois, Ivan refuse de se soumettre totalement. Finalement, Vessiel ne tirera de son nouvel instrument de vengeance que la moitié de son âme.
Dès lors commence pour Ivan une existence souillée par le sang et la terreur.
La suite de l’histoire conte l’aventure périlleuse d’Ivan dans une lutte acharnée contre Témosare et ses disciples, Xavillon étant la première des victimes.
D’autres personnages importants font leur apparition dans la série : Ester, Coburn, Nella (autre disciple), Joshua.

## Personnages

### Personnages principaux

#### Ivan Isaak
Ivan Isaak est le héros de la bande-dessinée coréenne Priest. Il vit dans un orphelinat jusqu'à ce que Mr Isaak ne l'adopte après le décès de sa femme, afin qu'il tienne compagnie à sa fille. C'est un expert en langues anciennes, il passe son temps dans sa propre bibliothèque avec Zena Isaak. C'est aussi un prêtre très croyant. Il commet une terrible erreur en ressuscitant Témosare, l'ange sanguinaire des Enfers (l'Ange déchu). Désormais, étouffé par la rage, Ivan vend son âme au Diable et tente de corriger son erreur passée.
Son influence varie selon les tomes et sa présence également. Parfois, il y apparaît sporadiquement, sans influencer le déroulement de l'histoire.
Ivan Isaak (dit Isaacs dans la version américaine) a été adopté, tout jeune, par la famille de Zena, une fillette dont il tombera amoureux plus tard. Ivan demeure un garçon rangé, qui a reçu une éducation très correcte. Très tôt, il prend la décision de devenir prêtre et décide alors de quitter sa famille adoptive. Son initiation réalisée, Ivan retourne voir les siens. Mais les années ont passé et les choses ont changé. Zena est devenue très belle, et Ivan, malgré des rapports difficiles durant leur enfance, ne reste pas insensible à son charme. Seulement voilà, la vocation d'Ivan lui défend cet amour.
Dans le cadre de sa vocation, Ivan s'intéresse de très près aux langues anciennes et aux religions de toutes natures, y compris à l'hérétisme. Il rédige d'ailleurs des thèses plutôt compromettantes, ce qui lui vaudra de nombreuses représailles de la part de ses semblables. Mais Ivan persévère dans ses recherches. Et un jour, un jeune prêtre du nom de Raul, qui s'intéresse lui aussi de très près à l'hérétisme, fait une proposition à Ivan : l'aider à ouvrir le fameux Domes Forata, dans lequel est renfermé l'esprit de Satan lui-même. Charmé par cette proposition et désireux d'aventure, Ivan accepte. Il saisit également l'occasion de s'éloigner de l'objet de son amour interdit, la belle Zena.
Ivan part alors, mais ce qu'il ignore, c'est qu'il ne reviendra jamais vivant. En effet, la vie d'Ivan va basculer et plus rien ne sera jamais comme avant. L'avènement de Témosare, tant attendu par les fidèles (les hérétiques) est bientôt prévu. Et c'est Ivan lui-même qui sera l'instrument de cette résurrection au péril de sa vie. Ressuscité par Vessiel (ou Belial), ancien prêtre devenu hérétique, qui jadis a enfermé Témosare (un ange déchu) dans le Domes Forata après que ce dernier l'a corrompu, Ivan va connaître une après-vie cauchemardesque. D'ailleurs, il l'écrira plus tard dans son livre autobiographique : "Voici le récit de mon cauchemar". L'ancien prêtre vertueux va devenir progressivement le plus monstrueux des hérétiques et des antéchrist. Son initiation à la haine, orchestrée par l'horrible Vessiel, va commencer par l'assassinat, ou plutôt l'assassinat psychologique, de Zena, puisque celle-ci est déjà morte au moment où Ivan ressuscite.
Plus déterminé que jamais à se venger du mal qu'on lui a fait subir, Ivan refuse toute domination (même celle de Vessiel, à qui il a quand même vendu la moitié de son âme) et poursuit comme unique objectif (le même que Vessiel) d'exterminer Témosare et ses douze disciples. Le fil de l'histoire de la saga Priest devient en effet assez complexe : Vessiel, ancien prêtre, a vendu son âme à Témosare et est alors devenu hérétique, et Ivan, ex-prêtre lui aussi, a vendu la moitié de son âme à Vessiel et est à son tour devenu hérétique. Mais dans cette saga, tout reste histoire de vengeance car nul n'accepte totalement son sort. Vessiel cherche à se venger de la corruption auquel Témosare l'a conduit, et Ivan à se venger à la fois de Vessiel et de Témosare, à l'origine de tous ses maux. À partir de ce moment, la haine d'Ivan ne connaîtra plus de limites.

#### Zena Isaak
Fille biologique de Mr Isaak, propriétaire d'un ranch qui a adopté Ivan. Zena finit par tomber amoureuse d'Ivan malgré leur relation frère-sœur par adoption. Elle est tuée par les laquais de Témosare. L'Ordre de St Vertinez l'utilise comme moyen de pression envers Ivan afin de libérer Témosare. Elle meurt dans les bras d'Ivan alors qu'elle appelle son nom. Il ramène son corps au ranch. Alors que Ivan quitte le ranch pour discuter avec Belial, un serviteur de Témosare lève une armée de zombies venant d'un cimetière non loin et ceux-ci se nourrissent du corps de Zena. Ivan le voit et se précipite dans la maison. Zena revient à la "vie" comme zombie. Elle supplie Ivan de continuer à l'aimer mais celui-ci la tranche avec une faux après avoir écouté Belial. Il enterre son corps dans une tombe de fortune couronnée d'une croix.
Zena apparaît plus tard comme un visage pour Ivan et d'autres personnages. Plus particulièrement lorsque Ivan s'apprête à tuer Akmode. Ivan commence à accepter la mort et on peut voir Zena dans un champ en face de lui, avant que Armandiel ne le sauve. Elle apparaît aussi comme une hallucination pour Lizzie, ne disant mot et ne faisant que toucher son cœur alors que Lizzie a presque succombé à Témosare.

#### Coburn
Coburn est un athée cynique et un Marshall embauché par le gouvernement pour enquêter sur Ivan et Témosare. Il apparaît une première fois en sauvant Lizzie de la pendaison, et l'embauche ainsi pour l'aider à retrouver Isaak. Il lui révèle qu'il a connu son père. Coburn protège le groupe lors d'une attaque de mort-vivant à l'aide de deux pistolets et d'un fouet.
Coburn essaie de convaincre le maire de Windtale que la ville est en danger à cause d'une potentielle attaque de Témosare. Mais ses supplications sont ignorées, et il s'en va, en faisant remarquer que "de toute façon, cette ville est condamnée" ("Either way, this town is doomed"). Coburn réapparaît quand la ville est entourée par les membres de St Vertinez qui s'apprêtent à attaquer. Durant le combat, il se bat contre Joshua. Joshua le poignarde avec une épée au-dessus du cœur, mais Coburn la retire et lui renvoie le coup en lui disant de "viser un peu plus haut" ("Aim a bit higher").

#### Lizzie
Lizzie est la meneuse du groupe des hors-la-loi. Les autorités l'arrêtent et la placent dans un train la conduisant à la mort. Après que le gang ne détruise la plupart du train, ils essaient de voler la cargaison, mais Ivan les tue. Elle témoigne de la bataille d'Ivan contre Jarbilong, et alors qu'elle regarde, un zombie la mord. Jarbilong essaie de faire de Lizzie son disciple, mais meurt avant d'y arriver. Après la bataille, Ivan lui rend visite lui disant qu'il la tuerait à moins qu'elle ne se donne la mort avant que la malédiction ne prenne le contrôle. Pendant sa convalescence, elle demande de l'aide à Ivan, mais il l'ignore et lui dit "Pourquoi me poses-tu des questions auxquelles Dieu lui-même ne répond pas ?" ("Why do you ask me questions which God himself doesn't answer?"). Elle coupe ses cheveux et demande de l'aide contre Ivan à un mystérieux clan.

#### Père Lucian
Le Vatican assigne Père Lucian à Coburn comme un assistant religieux dans sa poursuite d'Ivan et Témosare. Il est calme et serein, préférant la paix à la violence. Quand Lizzie attrape la peste, il la soigne temporairement avec de l'eau sacrée et une prière. Après avoir trouvé Ivan, il dévoile à Coburn que Belial contrôle Ivan. Lucian apparaît plus tard avec Coburn et essaie de convaincre les habitants de Windtale, de donner l'autorisation au gouvernement fédéral de venir dans leur ville. Quand l'Ordre de St Vertinez entoure la ville, Lucian prévient le maire de Windtale du danger imminent. Il remarque le corps suspendu de Netraphim et imagine que la ville se dirige en Enfer.

#### Cairo
Cairo est un indigène américain (possiblement de la tribu des Apaches) voyageant avec Coburn. Il est doué avec les couteaux, et les lance avec une précision mortelle. C'est un traqueur expert envoyé pour localiser Ivan Isaak. Plus tard, il attaque les membres de St Vertinez après avoir été témoin de leur meurtre envers un petit garçon d'un village infecté. En voyant ça, Corburn renonce au Vaticon, disant "À partir de maintenant, la croix ne sera plus qu'un signe des ennemis pour moi" ("From now on, the cross will only be the sign of the enemy to me").

### Les anges déchus

#### Témosare
Témosare est un archange qui s'est battu du côté de Dieu lors de la guerre contre Lucifer. Cette guerre a fait perdre en Dieu foi dans les anges et il a commencé à préférer les humains. Témosare teinté d'amertume, prend avec lui douze anges afin de prouver que les humaines sont plus faillibles que les anges. Il a mis en place un culte qui l'idolâtre à travers des rituels de sacrifice. Cependant cela n'a fait qu'énerver Dieu qui bannit Témosare sur Terre, l'emprisonnant dans une statue. Des années plus tard, comme remède contre la peste qu'avait contracté la femme de Vascar de Guillon, les docteurs et prêtres ont brulé son château avec sa femme et ses enfants à l'intérieur. Il y a découvert une cave cachée dans ses "croisades de sang" qui emprisonnaient Témosare et ses disciples. Témosare explique alors à Vascar comment eux deux avaient été trahi par Dieu. Dans sa colère, ce dernier donne son corps à Témosare qui libère ses anges et les utilise afin de posséder les chevaliers de Vascar.
100 ans plus tard, Témosare essaie de charmer Betheal, mais celui-ci résiste et finit par les enfermer tous les deux dans le Domas Porada. Le corps de Témosare finit gravement brûlé après son combat contre Belial. Quatre de ses apôtres lui sauvent la vie : Netraphim, Jarbilong, Akmode et Armand.
Les actes de Témosare sont parfois contradictoires, montrant un vœux profond à Ivan de continuer son pèlerinage. Il donne à Jarbilong des pouvoirs non-léthal et tue Akmode après qu'il a mangé le bras d'Ivan. Belial dit à Ivan que sa quête pour le sang est de la volonté de Témosare, mais Ivan l'ignore.

## Liste des tomes
Les livres ne sont plus disponibles depuis que Tokyo Pop a arrêté la production en stoppant ses activités. Cependant, maintenant qu'ils en ont repris une partie, il est possible de télécharger les œuvres numériquement sur amazon.com.
| Tome | Date de parution originale | Date de parution française | Code EAN (ISBN) |
| ---- | -------------------------- | -------------------------- | --------------- |
| 1    | 14 décembre 1998           | 25 juillet 2003            | 9782750700294   |
| 2    | 6 mars 1999                | 25 février 2004            | 9782750700461   |
| 3    | 2 juin 1999                | 29 mai 2004                | 9782750700713   |
| 4    | 6 septembre 1999           | 15 juillet 2004            | 9782750700881   |
| 5    | 12 janvier 2000            | 1 octobre 2004             | 9782750701024   |
| 6    | 8 mai 2000                 | 24 novembre 2004           | 9782750701185   |
| 7    | 31 juillet 2000            | 25 janvier 2005            | 9782750701321   |
| 8    | 28 novembre 2000           | 22 mars 2005               | 9782750701581   |
| 9    | 28 mars 2001               | 24 mai 2005                | 9782750701741   |
| 10   | 22 septembre 2001          | 12 juillet 2007            | 9782750702007   |
| 11   | 14 mars 2002               | 13 septembre 2005          | 9782750702199   |
| 12   | 31 août 2002               | 15 novembre 2005           | 9782750702403   |
| 13   | 3 mars 2003                | 8 février 2006             | 9782750702571   |
| 14   | 18 novembre 2003           | 31 mars 2006               | 9782750702786   |
| 15   | 28 avril 2005              | 30 mai 2006                | 9782750702960   |
| 16   | 27 janvier 2006            | 11 septembre 2006          | 9782750703165   |

Chaque tome, illustré en noir et blanc, contient 180 pages et coûte 3500₩ (monnaie coréenne), soit 7.95€.

### Documentation
- Paul Gravett (dir.), « De 1990 à 1999 : Priest », dans Les 1001 BD qu'il faut avoir lues dans sa vie, Flammarion, 2012 (ISBN 2081277735), p. 711.